# Cuadratura de Gauss
En análisis numérico un método de cuadratura es una aproximación de una integral definida de una función. Una cuadratura de Gauss n, es una cuadratura construida para obtener el resultado exacto al integrar polinomios de grado 2n-1 o menos. Para esto selecciona los puntos de evaluación xi y los pesos wi de forma conveniente. La regla suele expresarse para una integral en el intervalo [−1, 1], y viene dada por la siguiente expresión:
{\displaystyle \int _{-1}^{1}f(x)\,dx\approx \sum _{i=1}^{n}w_{i}f(x_{i})}
En el caso particular en que {\displaystyle f(x)} es un polinomio de grado 2n-1 o menos, la cuadratura de Gauss da el valor exacto de la integral. En el caso general, tal cuadratura dará buenas aproximaciones si {\displaystyle f(x)} puede ser bien aproximada por un polinomio de grado 2n-1 o menos, en el intervalo [−1, 1].

## Fórmula para calcularwi{\displaystyle w_{i}}
También conocido como método de Gauss-Legendre, los coeficientes están dados por
{\displaystyle w_{i}={\frac {2}{\left(1-x_{i}^{2}\right)[P'_{n}(x_{i})]^{2}}}\,\!;}
donde {\displaystyle P_{n}} es el polinomios de Legendre de grado n en el intervalo [−1, 1], y los xi son las raíces de dicho polinomio. La siguiente tabla muestra los valores de los xi y los pesos asociados wi, para distintos valores de n.
| Número de puntos, n | Puntos, xi                                                       | Pesos, wi                                          |
| ------------------- | ---------------------------------------------------------------- | -------------------------------------------------- |
| 1                   | 0                                                                | 2                                                  |
| 2                   | {\displaystyle \pm {\sqrt {1/3}}}                                | 1                                                  |
| 3                   | 0                                                                | 8⁄9                                                |
| 3                   | {\displaystyle \pm {\sqrt {3/5}}}                                | 5⁄9                                                |
| 4                   | {\displaystyle \pm {\sqrt {{\Big (}3-2{\sqrt {6/5}}{\Big )}/7}}} | {\displaystyle {\tfrac {18+{\sqrt {30}}}{36}}}     |
| 4                   | {\displaystyle \pm {\sqrt {{\Big (}3+2{\sqrt {6/5}}{\Big )}/7}}} | {\displaystyle {\tfrac {18-{\sqrt {30}}}{36}}}     |
| 5                   | 0                                                                | 128⁄225                                            |
| 5                   | {\displaystyle \pm {\tfrac {1}{3}}{\sqrt {5-2{\sqrt {10/7}}}}}   | {\displaystyle {\tfrac {322+13{\sqrt {70}}}{900}}} |
| 5                   | {\displaystyle \pm {\tfrac {1}{3}}{\sqrt {5+2{\sqrt {10/7}}}}}   | {\displaystyle {\tfrac {322-13{\sqrt {70}}}{900}}} |

## Cambio de intervalos
Aplicando un cambio de variable lineal, se puede convertir una integral en el intervalo [a, b], en una integral en [−1, 1]:
{\displaystyle \int _{a}^{b}f(x)\,dx={\frac {b-a}{2}}\int _{-1}^{1}f\left({\frac {b-a}{2}}u+{\frac {a+b}{2}}\right)\,du}
Luego se puede aplicar la Cuadratura de Gauss para aproximar la integral en [−1, 1]:
{\displaystyle \int _{a}^{b}f(x)\,dx\approx {\frac {b-a}{2}}\sum _{i=1}^{n}w_{i}f\left({\frac {b-a}{2}}u_{i}+{\frac {a+b}{2}}\right)}

## Ejemplo
Aproxime la integral {\displaystyle f(x)=x^{3}+2x^{2}} de 1 a 5 cuando n = 2 mediante el método de cuadratura de Gauss y después comparelo con el resultado exacto.
{\displaystyle \int _{1}^{5}(x^{3}+2x^{2})\,dx}
{\displaystyle \int _{1}^{5}(x^{3}+2x^{2})\,dx=238.66667}
{\displaystyle n=2}
{\displaystyle 2n-1=2(2)-1=3}
Con {\displaystyle n=2} podemos resolver la integral con exactitud para todos los polinomios de grado igual o menor a 3 para f(x)
{\displaystyle {\frac {b-a}{2}}\int _{-1}^{1}f\left({\frac {b-a}{2}}x+{\frac {a+b}{2}}\right)\,dx={\frac {5-1}{2}}\int _{-1}^{1}f\left({\frac {5-1}{2}}x+{\frac {5+1}{2}}\right)\,dx=2\int _{-1}^{1}f\left(2x+3\right)\,dx}
{\displaystyle \approx 2\sum _{i=1}^{2}w_{i}f(2x_{i}+3)=2(w_{1}f(2x_{1}+3)+w_{2}f(2x_{2}+3))=238.66667}